# Jean Viale
Jean Viale – francuski kierowca wyścigowy.

## Kariera
W swojej karierze wyścigowej de Viale poświęcił się startom w wyścigach Grand Prix oraz w wyścigach samochodów sportowych. W latach 1934-1935, 1937-1938 Francuz pojawiał się w stawce 24-godzinnego wyścigu Le Mans. Pierwszy raz dojechał do mety w 1937 roku, kiedy to odniósł zwycięstwo w klasie 750, a w klasyfikacji generalnej był siedemnasty. Rok później w klasie 1.1 został sklasyfikowany na ósmym miejscu.